# Opius pterus
Opius pterus är en stekelart som beskrevs av Robert A.Wharton och Austin 1990. Opius pterus ingår i släktet Opius och familjen bracksteklar. Inga underarter finns listade i Catalogue of Life.